# Ali Belal Mansoor

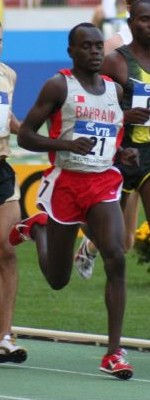
Ali Belal Mansoor

Ali Belal Mansoor, född den 17 oktober 1988 i Kenya som John Yego, är en bahrainsk friidrottare som tävlar i medeldistanslöpning.
Mansoor genombrott kom när han 2005 blev världsmästare för ungdomar på 1 500 meter. Samma år var han finalist vid VM i Helsingfors på 800 meter. Han slutade sjua på tiden 1.45,55. 
Under 2006 deltog han vid VM för juniorer och blev där bronsmedaljör på 1 500 meter på tiden 3.41,36. Han var även finalist på 800 meter men slutade där på en sjunde plats. 
Han deltog vid VM 2007 i Osaka där han var finalist på 1 500 meter och slutade på en elfte plats. Han var även finalist vid olympiska sommarspelen 2008 på 1 500 meter och slutade då på en åttonde plats på tiden 3.35,23.

## Personliga rekord
- 800 meter - 1.44,02
- 1 500 meter - 3.31,49